# Роман Беднарж
Роман Беднарж (чеськ. Roman Bednář, нар. 26 березня 1983, Прага) — чеський футболіст, нападник клубу «Пршибрам» та національної збірної Чехії.
Виступав також за клуби «Вест-Бромвіч Альбіон» та «Спарта» (Прага).
Володар Кубка Литви. Володар Кубка Шотландії. Переможець Чемпіонату Футбольної ліги.

## Клубна кар'єра
Народився 26 березня 1983 року в місті Прага. Вихованець юнацьких команд футбольних клубів «ЧАФК Прага» та «Богеміанс 1905».
У дорослому футболі дебютував 2002 року виступами за команду «Млада Болеслав», у якій провів три сезони, взявши участь у 70 матчах чемпіонату. 
Згодом з 2005 по 2008 рік грав у складі команд ФБК «Каунас», «Гартс», «Гартс» та «Вест-Бромвіч Альбіон». Протягом цих років виборов титул володаря Кубка Шотландії, ставав переможцем Чемпіонату Футбольної ліги.
Своєю грою за останню команду знову привернув увагу представників тренерського штабу клубу «Вест-Бромвіч Альбіон», до складу якого повернувся 2008 року. Цього разу відіграв за клуб з Вест-Бромвіча наступні два сезони своєї ігрової кар'єри. Більшість часу, проведеного у складі «Вест-Бромвіч Альбіона», був основним гравцем атакувальної ланки команди.
Протягом 2010—2012 років захищав кольори клубів «Лестер Сіті», «Анкарагюджю», «Вест-Бромвіч Альбіон», «Блекпул» та «Сівасспор».
У 2013 році уклав контракт з клубом «Спарта» (Прага), у складі якого провів наступні два роки своєї кар'єри гравця.  У складі «Спарти» був одним з головних бомбардирів команди, маючи середню результативність на рівні 0,4 гола за гру першості.
До складу клубу «Пршибрам» приєднався 2015 року. Станом на 5 березня 2017 року відіграв за команду з Пршибрама 37 матчів в національному чемпіонаті.

## Виступи за збірні
У 2002 році дебютував у складі юнацької збірної Чехії (U-20), загалом на юнацькому рівні взяв участь у 10 іграх.
Протягом 2004–2005 років залучався до складу молодіжної збірної Чехії. На молодіжному рівні зіграв у 4 офіційних матчах, забив 2 голи.
У 2006 році дебютував в офіційних матчах у складі національної збірної Чехії.
| Дата       | Місто            | Господарі   | Результат | Гості     | Турнір            | Голи | Примітки |
| ---------- | ---------------- | ----------- | --------- | --------- | ----------------- | ---- | -------- |
| 16-8-2006  | Угерске Градіште | Чехія       | 1 – 3     | Сербія    | товариський матч  | -    | 70' 88'  |
| 19-11-2008 | Серравалле       | Сан-Марино  | 0 – 3     | Чехія     | Відбір до ЧС 2010 | -    | 81'      |
| 11-2-2009  | Касабланка       | Марокко     | 0 – 0     | Чехія     | товариський матч  | -    | 46'      |
| 11-8-2010  | Ліберець         | Чехія       | 4 – 1     | Латвія    | товариський матч  | 1    | 61'      |
| 7-9-2010   | Оломоуць         | Чехія       | 0 – 1     | Литва     | Відбір до ЧЄ 2012 | -    | 84'      |
| 8-10-2010  | Прага            | Чехія       | 2 – 0     | Шотландія | Відбір до ЧЄ 2012 | -    | 59'      |
| 12-10-2010 | Вадуц            | Ліхтенштейн | 0 – 2     | Чехія     | Відбір до ЧЄ 2012 | -    | 64'      |
| 17-11-2010 | Орхус            | Данія       | 0 – 0     | Чехія     | товариський матч  | -    | 65'      |
| Усього     |                  | Матчів      | 8         |           | Голів             | 1    |          |

## Титули і досягнення
- Володар Кубка Литви (1):

ФБК «Каунас»: 2005
- Володар Кубка Шотландії (1):

«Гартс»: 2005-2006
- Переможець Чемпіонату Футбольної ліги (1):

«Вест-Бромвіч Альбіон»: 2007-2008